# Daniel Chernilo Steiner
Daniel Enrique Chernilo Steiner (nacido el 28 de diciembre de 1974 en Santiago, Chile) es un sociólogo especializado en nacionalismo, el cosmopolitismo y la historia del pensamiento social y político. Ha trabajado en Chile como profesor de las Universidades Alberto Hurtado (2004-2009) y Diego Portales (2017-2019). Así como también en el Reino Unido, donde fue académico de las Universidades de Warwick (2003-2004) y Lougborough (2010-2017). Actualmente se desempeña como profesor titular en la Escuela de Gobierno de la Universidad Adolfo Ibáñez.

## Principales publicaciones
- Chernilo, D. (2006). Social theory’s methodological nationalism: Myth and reality. European journal of social theory, 9(1), 5-22.
- Chernilo, D. (2007). A social theory of the nation-state: The political forms of modernity beyond methodological nationalism. Routledge.
- Chernilo, Daniel. "The critique of methodological nationalism: Theory and history." Thesis Eleven 106.1 (2011): 98-117.
- Chernilo, D. (2002). The theorization of social co‐ordinations in differentiated societies: the theory of generalized symbolic media in Parsons, Luhmann and Habermas. The British Journal of Sociology, 53(3), 431-449.
- Chernilo, D. (2017). Debating humanity: towards a philosophical sociology. Cambridge University Press.
- Chernilo, D. (2013). The natural law foundations of modern social theory: A quest for universalism. Cambridge University Press.
- Chernilo, D. (2021). "Sociología filosófica. Ensayos Sobre Normatividad Social" Lom.
- Chernilo, D. (2010). "Nacionalismo y cosmopolitismo. Ensayos sociológicos", Ediciones Universidad Diego Portales.
- Chernilo, D. (2011). "La pretensión universalista de la teoría social", Lom.